# Cacodaemon gracilis
Cacodaemon gracilis là một loài bọ cánh cứng trong họ Endomychidae. Loài này được Stroheckar miêu tả khoa học năm 1968.